# Solenopsis atlantis
Solenopsis atlantis é uma espécie de formiga do gênero Solenopsis, pertencente à subfamília Myrmicinae.